# Похищение Психеи
«Похищение Психеи» (фр. Le ravissement de Psyché) — картина Вильяма Бугро, написанная в 1895 году и в том же году впервые представленная на Парижском салоне. Находится в частной коллекции, владелец которой не афишируется.
Миф о Купидоне и Психее, восходящий к книге древнеримского писателя Апулея «Метаморфозы», постоянно занимал Бугро в поздний период его творчества: в 1889 году он написал картину «Психея и Амур», в 1899 году — «Амур и Психея», все три работы обладают значительным портретным сходством, слегка различаясь композиционно и положением тел. Кроме того, художнику принадлежит полотно «Купидон и Психея в детстве» (1890) и ряд других работ с изображением этих персонажей.
Картина создана художником в семидесятилетнем возрасте — и, по мнению рецензента Парижского салона 1895 года Гюстава Алле, «нужен был художественный опыт выдающегося мастера для того, чтобы достигнуть такой степени совершенства», поскольку «сказочная красота лиц, выражение восторга и счастья на них, грация летящих поз и вся поэзия этого вознесения — подлинное упоение для взора» (фр. la beauté fabuleuse des visages, leur expression d'extase et de bonheur, la grâce dans les attitudes aériennes et toute la poésie de cet envolement sont une véritable ivresse des yeux). Современная исследовательница Ф. Виссман отмечает неожиданность данного колористического решения для эротической тематики.
На основе картины Бугро годом позже скульптор Анри Годе создал одноимённую бронзовую скульптуру.